# 阿希特河
56°11′57″N 48°57′29″E / 56.19917°N 48.95806°E
阿希特河（俄语：Ашит），是俄羅斯的河流，位於該國西部，屬於伊列季河的左支流，流經韃靼斯坦共和國和馬里埃爾共和國，河道全長89公里，流域面積1,065平方公里。